# 마치다 케이타
마치다 케이타 (町田啓太, 1990년 7월 4일 ~ )는 일본의 영화배우이다.

## 참가 작품

### 영화
- 《혈투:그라운드의 약속》 (2015)
- 《극장령》 (2015)
- 《하이앤로우 더 무비》 (2016)
- 《하이앤로우 더 레드 레인》 (2016)
- 《하이앤로우 더 무비 2 엔드 오브 스카이》 (2017)
- 《매치메이킹 크루즈》 (2017)
- 《한낮의 유성》 (2017)
- 《매치메이킹 크루즈》 (2017)
- 《시네마 파이터스》 (2017)
- 《오버 드라이브》 (2018)
- 《잼》 (2018)
- 《더 니카이도스 폴》 (2019)
- 《미스터리라 하지 말지어다》 (2023) - 카리아츠마리 리키노스케

### 방송
- 《슈가리스》 (2012)
- 《무슈!》 (2013)
- 《정말로 있었던 무서운 이야기 15주년 스페셜》 (2014)
- 《유성왜건》 (2015)
- 《천사의 나이프》 (2015)
- 《미녀와 남자》 (2015)
- 《삐걱 삐걱 그래도 고》 (2015)
- 《스미카 스미레》 (2016)
- 《사람은 겉모습이 100%》 (2017)
- 《정년 여자》 (2017)
- 《Love or Not》 (2017)
- 《여자적 생활》 (2018)
- 《세고돈》 (2018) - 코마츠 타테와키 역
- 《라스트 찬스 ~기업회생 전문가~》 (2018)
- 《PRINCE OF LEGEND》 (2018)
- 《첫사랑 일기》 (2018)
- 《빼앗긴 얼굴 ~미아타리 수사반~》 (2019)
- 《여고생의 낭비》 (2020)
- 《30살까지 동정이면 마법사가 될 수 있대》 (2020)
- 《아리스 인 보더랜드》 (2020)
- 《청천을 찔러라》 (2021) - 히지카타 토시조 역